# Schaatsenfabriek
Een schaatsenfabriek is een fabriek waar schaatsen worden vervaardigd.
Met name in Nederland zijn er vele schaatsenfabriekjes geweest die oorspronkelijk op ambachtelijke wijze schaatsen produceerden. Vaak ging het initiatief hiertoe uit van een plaatselijke smid. Het merendeel van de schaatsenfabrieken was te vinden in Friesland en andere provincies met veel open zoete wateren, namelijk: Zuid-Holland, het westen van Utrecht, Noord-Holland en Groningen. In Overijssel was de Stoom Schaatsenfabriek Hercules in 1895 een van de eerste fabrieken in Nederland waar schaatsen deels machinaal vervaardigd werden.
Later werd de productie van schaatsen steeds veeleisender, vooral waar het wedstrijdschaatsen betrof. Het gevolg was onder meer dat het aantal schaatsenfabrieken sterk afnam maar dat de resterende fabrieken groter werden. Sommige daarvan produceerden meer dan enkel schaatsen. Het waren bijvoorbeeld machinefabrieken. Ook fietsenfabriek Batavus heeft schaatsen gemaakt.
Nog later werd veel van de productie uitbesteed aan lagelonenlanden, in het bijzonder China. Enkel de specialistische producten, zoals wedstrijdschaatsen, bleven in Nederland geproduceerd worden. De belangrijkste innovatie, de klapschaats uit 1980, is een Nederlandse vinding. Sommige bedrijven hebben zelfs hun gehele productie naar lagelonenlanden uitbesteed en zijn in feite slechts handelsfirma's.